# Николаевка (Тарутинский район)
Николаевка (укр. Миколаївка) — село, относится к Тарутинскому району Одесской области Украины. Протекает река Чилигидер.
Население по переписи 2001 года составляло 1678 человек. Почтовый индекс — 68535. Телефонный код — 4847. Занимает площадь 2,81 км². Код КОАТУУ — 5124786001.

## Местный совет
68535, Одесская обл., Тарутинский р-н, с. Николаевка, ул. Котовского, 32
```
 Село Николаевка основано в 1826 г. государственными крестьянами, пришедшими из Курской области. Никакого иного названия, кроме "Николаевка"  село не имело. "Николаены" - слово, употребляемое румынами и молдаванами для обозначения села Николаевка. -Уроженец села Николаевка Некрасов Александр Иванович.
```